# Зюдерхольц
Зюдерхольц (нем. Süderholz) — община в Германии, в земле Мекленбург-Передняя Померания, между Грайфсвальдом и районным центром Гриммен. Входит в состав района Северная Передняя Померания.
Зюдерхольц в своих современных границах образован в 1999 году слиянием общин Бартмансхаген, Грибенов, Канделин, Клефенов, Нойендорф, Поггендорф и Раков. Новая община получила название в честь леса к югу от Поггендорфа.
Площадь 149 км². Население 4061 человек (оценка на 31 декабря 2021 года). Административный центр расположен в Поггендорфе. Развитая транспортная инфраструктура: через территорию коммуны проходят федеральная трасса 194 и земельные шоссе 26 и 30, кроме того, в Клевенове и Грибенове есть съезды на федеральный автобан A20, рядом с Зюдерхольцем проходит федеральное шоссе B96.
На территории Зюдерхольца расположена историческая кирпичная церковь XV века. Элементы внутреннего убранства церкви (роспись свода, главный алтарь, амвон) датируются серединой XVIII века, орган работы Фридриха Альберта Мемеля установлен в 1882 году.